# Eno River
Der Eno River ist einer von drei Quellflüssen des Neuse Rivers im Norden des US-Bundesstaates North Carolina. Seinen Namen erhielt der Fluss nach dem Stamm der Eno-Indianer, die beiderseits des Flusses im 17. Jahrhundert lebten, heute jedoch als ausgestorben gelten. Der Eno River entspringt im Piedmont im Norden von North Carolina, durchfließt das Orange und das Durham County in südwestlicher Richtung und vereinigt sich nach 64 km  am Falls Lake mit dem Little und Flat River, um den Neuse River zu bilden. Dieser mündet nach 440 km südlich von New Bern in den Pamlico Sound. Der Falls Lake ist ein künstlicher Stausee im nördlichen Wake County. Die Fall Line des Piedmont liegt unterhalb der Wasseroberfläche des Falls Lake und erzeugt hier gefährliche Untiefen.
Der Eno River ist wegen seiner außergewöhnlichen Schönheit und der guten Wasserqualität bekannt. Seitdem der Holzabbau im Jahr 1941 aufgegeben wurde, konnte sich der üppige Wald an den Flussufern, Hängen und Hügeln beiderseits des Wasserlaufs wieder erholen. Hier wachsen vorwiegend Tannen, Zedern, Pappeln, Ahorn, Hickory, Eichen und Hartriegel. An den Hängen und Felsvorsprüngen findet man Catawba-Rhododendron (Rhododendron catawbiense ), Berglorbeer und Farne, während im Frühling unter den Bäumen zahlreiche Wildblumen blühen. Hier wachsen auch wilder Wein, zum Beispiel Greenbrier und andere Trauben, sowie Carolina-Jasmin.
Auch zahlreiche Wildtiere sind hier anzutreffen. Auf ehemaligen Feldern finden Wachteln und ihre Nahrung und im hohen Gras leben wilde Florida-Waldkaninchen. Im Wald gibt es Weißwedelhirsche, Waschbären und Opossums, aber auch Streifenhörnchen und manchmal Fischotter. Auch Biber haben sich hier wieder angesiedelt, die seit dem 17. Jahrhundert in North Carolina als ausgerottet galten. Sie sind selten zu sehen, doch zeugen abgenagte Baumstümpfe von ihrer Anwesenheit.